# Jegenyei András Ferenc
Jegenyei András Ferenc (Jegenye, 1619. – Mikháza, 1684. június 3.) ferences szerzetes.
1644. október 28-án Fehéregyházán lépett a rendbe. Belépése előtt elvégezte a gimnáziumot és a bölcsészetet Gyulafehérvárt, majd teológiai tanulmányai után Rómába került, ahol 1646. szeptember 9-én pappá szentelték. 1678-ban Mikházára került. Megnagyobbította a mikházi templomot, oltárokat építtetett. II. Rákóczi György fejedelem parancsának megtagadása miatt kiközösítette a Mikházán engedetlenkedő boszniai ferenceseket, akiket megidéztek az 1666. évi fogarasi országgyűlésre, de azok nem jelentek meg, mire Mikházáról eltávolították őket. 1663-ban Bákó zárdájában élt.